# إريك لي ساج
إريك لي ساج (بالفرنسية: Éric Le Sage)‏ هو أستاذ جامعي وعازف بيانو فرنسي، ولد في 15 سبتمبر 1964 في آكس أون بروفانس في فرنسا.

## وصلات خارجية
- إريك لي ساج على موقع ميوزك برينز (الإنجليزية)
- إريك لي ساج على موقع أول ميوزيك (الإنجليزية)
- إريك لي ساج على موقع ديسكوغز (الإنجليزية)